# 슈피탈안데어드라우군

슈피탈안데어드라우군의 위치

슈피탈안데어드라우군(독일어: Bezirk Spittal an der Drau)은 오스트리아 케른텐주에 위치한 군으로 행정 중심지는 슈피탈안데어드라우이며 면적은 2,763.99km2, 인구는 75,803명(2024년 기준), 인구 밀도는 27명/km2이다. 서쪽으로는 티롤주 리엔츠군, 북서쪽으로는 잘츠부르크주 첼암제군, 북쪽으로는 잘츠부르크주 장크트요한임퐁가우군, 탐스베크군, 북동쪽으로는 슈타이어마르크주 무라우군, 동쪽으로는 펠트키르헨군, 남동쪽으로는 필라흐란트군, 남쪽으로는 헤르마고어군과 접한다.

## 하위 행정 구역
3개 도시, 10개 시장도시, 20개 일반 시를 관할한다.
- 도시
  - 그뮌트(Gmünd)
  - 라덴타인(Radenthein)
  - 슈피탈안데어드라우(Spittal an der Drau)
- 시장도시
  - 그라이펜부르크(Greifenburg)
  - 루른펠트(Lurnfeld)
  - 밀슈타트(Millstatt)
  - 오버드라우부르크(Oberdrauburg)
  - 오버펠라흐(Obervellach)
  - 렌베크암카치베르크(Rennweg am Katschberg)
  - 작센부르크(Sachsenburg)
  - 제보덴(Seeboden)
  - 슈타인펠트(Steinfeld)
  - 빙클레른(Winklern)
- 일반 시
  - 바트클라인키르히하임(Bad Kleinkirchheim)
  - 발트람스도르프(Baldramsdorf)
  - 베르크임드라우탈(Berg im Drautal)
  - 델라흐임드라우탈(Dellach im Drautal)
  - 플라타흐(Flattach)
  - 그로스크리히하임(Großkirchheim)
  - 하일리겐블루트(Heiligenblut)
  - 이르셴(Irschen)
  - 클레블라흐린트(Kleblach-Lind)
  - 크렘스인케른텐(Krems in Kärnten)
  - 렌도르프(Lendorf)
  - 말니츠(Mallnitz)
  - 말타(Malta)
  - 모르차흐(Mörtschach)
  - 뮐도르프(Mühldorf)
  - 랑거스도르프(Rangersdorf)
  - 라이세크(Reißeck)
  - 슈탈(Stall)
  - 트레베징(Trebesing)
  - 바이센제(Weißensee)